# Rachel Brown
Rachel Laura Brown (Burnley, 2 de julho de 1980) é uma ex-futebolista britânica que atuava como goleira.

## Carreira
Rachel Brown integrou o elenco da Seleção Britânica de Futebol Feminino, nas Olimpíadas de 2012. 